# Helina afzali
Helina afzali este o specie de muște din genul Helina, familia Muscidae, descrisă de Shinonaga în anul 2007.
Este endemică în Pakistan. Conform Catalogue of Life specia Helina afzali nu are subspecii cunoscute.